# Cung điện Oettingen
Cung điện Oettingen (tiếng Séc: Oettingenský palác) là một trong những cung điện lịch sử ở Praha, tọa lạc ở số 34/6 phố Josefská, Phố nhỏ, Cộng hòa Séc. Cung điện này có tên trong danh sách các di tích văn hóa của Cộng hòa Séc.

## Lịch sử

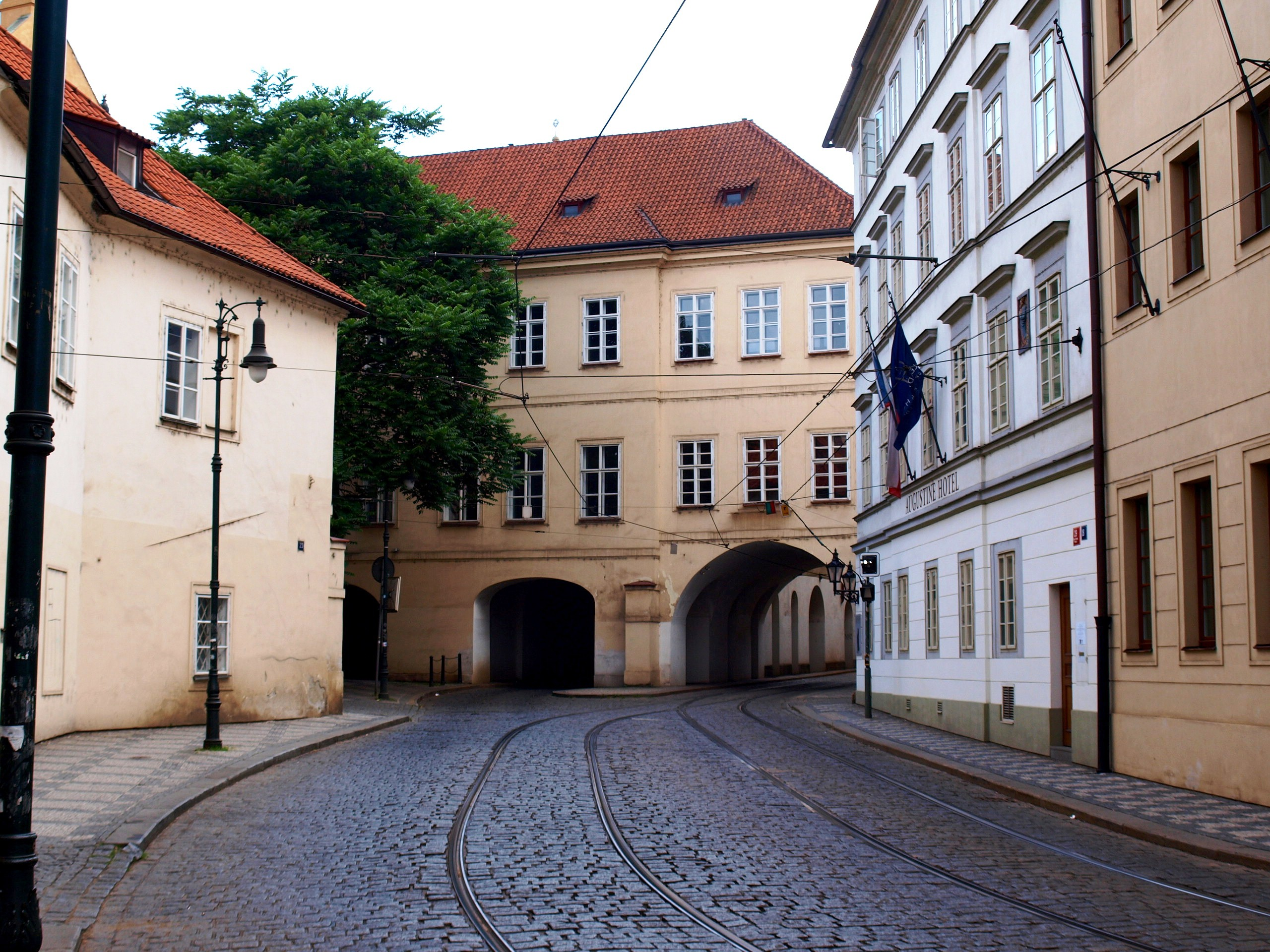
Mặt sau cung điện trên phố Letenská (2014)

Một số sự kiện lịch sử nổi bật của cung điện Oettingen:
- Năm 1406: Tài liệu lịch sử đầu tiên đề cập đến một tòa nhà theo phong cách Gothic ở địa điểm cung điện ngày nay.
- Năm 1548: Nhà quý tộc Ladislav của Lobkovice mua lại tòa nhà. Gia đình ông đã xây dựng lại tòa nhà thành một cung điện thời Phục hưng và sinh sống ở đây trong khoảng hai thế kỷ.
- Năm 1723: Cung điện bị thiệt hại trong một trận hỏa hoạn, nên sau đó được xây dựng lại theo phong cách Baroque. Công trình này là thành quả của bậc thầy xây dựng Antonín Ritžich và kiến trúc sư František Maxmilián Kaňka.
- Năm 1841: Hoàng tử Bedřich Oettingen-Wallerstein (1793–1842) mua lại cung điện này.
- Năm 1887: Cung điện được tân trang lại theo phong cách cổ điển.
- Năm 1898: Cung điện Oettingen trở thành trụ sở của một trường dạy ngữ pháp ở địa phương.
- Năm 1948: Các lối đi ở giữa cung điện được sửa đổi để làm thành lối đi công cộng trên phố Letenská.